# George Dixon (Musiker)
George Dixon  (* 8. April 1909 in New Orleans; † 1. August 1994 in Chicago) war ein US-amerikanischer Trompeter, Saxophonist und Arrangeur des Hot Jazz und Swing.
George Dixon reiste mit seinem Vater, einem Prediger, durch die Südstaaten der USA und begann mit 13 Jahren Violine zu spielen. Während seiner Ausbildung am Arkansas State College Mitte der 1920er Jahre spielte er außerdem Altsaxophon. 1926 zog er nach Chicago; von 1928 bis 1930 arbeitete er bei Sammy Stewart, mit dem er auch Konzerte in New York City gab. Anschließend gehörte er bis 1942 zum Earl Hines Orchestra und war an wichtigen Aufnahmen von Earl Hines beteiligt; dann leistete er seinen Militärdienst bei einer Band der US-Marine ab. Ab Mitte der 40er Jahre war er als freischaffender Musiker in Chicago tätig und arbeitete u. a. mit Floyd Campbell und Ted Eggleston. Auch gründete er eine eigene Band, die ein langjähriges Engagement im The Circle Inn in Chicago hatte. Anfang der 1950er Jahre hörte er auf, als professioneller Musiker zu arbeiten, trat aber weiterhin auf. Dixon wirkte im Bereich des Jazz zwischen 1928 und 1942 bei 29 Aufnahmesessions mit, unter anderem auch bei Alex Hill.